# منطقه سرگرمی تورنتو
منطقه سرگرمی تورنتو (انگلیسی: Toronto Entertainment District) منطقه ای در مرکز شهر تورنتو، انتاریو، کانادا است. در اطراف خیابان کینگ (تورنتو) بین خیابان یونیورسیتی (تورنتو) و خیابان اسپادینا متمرکز شده‌است. این شهر خانه تئاترها و مراکز هنرهای نمایشی، تورنتو بلو جیز، و مجموعه ای از جاذبه‌های فرهنگی و خانوادگی است. این منطقه همچنین محل بسیاری از کلوپ‌های شبانه در مرکز شهر تورنتو بود اما امروزه این کلوب‌ها بیشتر به خیابان کینگ در غرب خیابان اسپادینا در کنار منطقه سرگرمی نقل مکان کرده‌اند.